# 金曜ドラマ (BS松竹東急)
金曜ドラマ（きんようドラマ）は、BS松竹東急で毎週金曜日 22:30 - 23:00（JST）に2025年4月4日から6月20日まで放送されたテレビドラマ枠。

## 概要
「水曜ドラマ23」の枠移転の形で、2024年4月4日よりBS松竹東急の金曜日のオリジナルドラマ枠としてリニューアルスタートしたが、BS松竹東急の閉局に伴い1作のみで終了となった。
放送終了後はTVerで1週間見逃し配信があった他、日曜日の23:00 - 23:30に再放送された。

## 作品リスト
以下表の「制作会社」は、共同制作及び外部制作会社の制作著作を除き、BS松竹東急の自社制作（製作著作：BS松竹東急）としてクレジットされる。

### 2025年
| タイトル     | 放送期間（回数）           | 主演     | 制作会社         | 備考 |
| ------------ | -------------------------- | -------- | ---------------- | ---- |
| 社畜人ヤブー | 4月4日 - 6月20日（全12話） | 新納慎也 | BS松竹東急／松竹 |      |